# Петровка (Стерлитамакский район)
Петровка (баш. Петровка) — деревня в Стерлитамакском районе Республики Башкортостан Российской Федерации. Входит в состав Максимовского сельсовета. 

## География

### Географическое положение
Расстояние до:
- районного центра (Стерлитамак): 48 км,
- центра сельсовета (Максимовка): 3 км,
- ближайшей ж/д станции (Стерлитамак): 48 км.

## Население
| 2002 | 2009 | 2010 |
| ---- | ---- | ---- |
| 68   | →68  | ↘61  |

Национальный состав
Согласно переписи 2002 года, преобладающая национальность — русские (88 %).